# Eugeniusz Geno Malkowski
Eugeniusz Geno Małkowski (pron. [ɛu'gɛɲuʂ 'ɡɛnɔ mau'kɔfski]; Gdynia, 5 de setembre de 1942 - Zamość, 20 d'agost de 2016) fou un pintor polonès, profesor de la Universitat de Vàrmia i Masúria a Olsztyn, fundador d'associacions i grups artístics, organitzador d'exposicions i popularitzador de l'art modern.

## Biografia
Va néixer a Gdynia. Després de la Segona Guerra Mundial la seva família es va traslladar a Lębork. El 1957 va començar l'educació artística a l'Institut d'Arts Plàstiques a Wrocław. Entre 1962 i 1968 va estudiar pintura a l'Acadèmia de Belles Arts de Varsòvia amb els professors Juliusz Studnicki i Artur Nacht-Samborski. El 1969 va fundar el grup artístic Arka i el 1972 va liderar la seva transformació cap a un moviment generacional més ampli conegut amb el nom O poprawę (Per la millora). Van participar-hi molts pintors polonesos de la seva generació. Als anys 80 va cofundar el grup artístic multidisciplirari Świat (El Món) i als anys 90 l'associació artística ARA (Associació per la Renovació de l'Art). Amb aquests grups va organitzar diverses exposicions a Polònia i França.

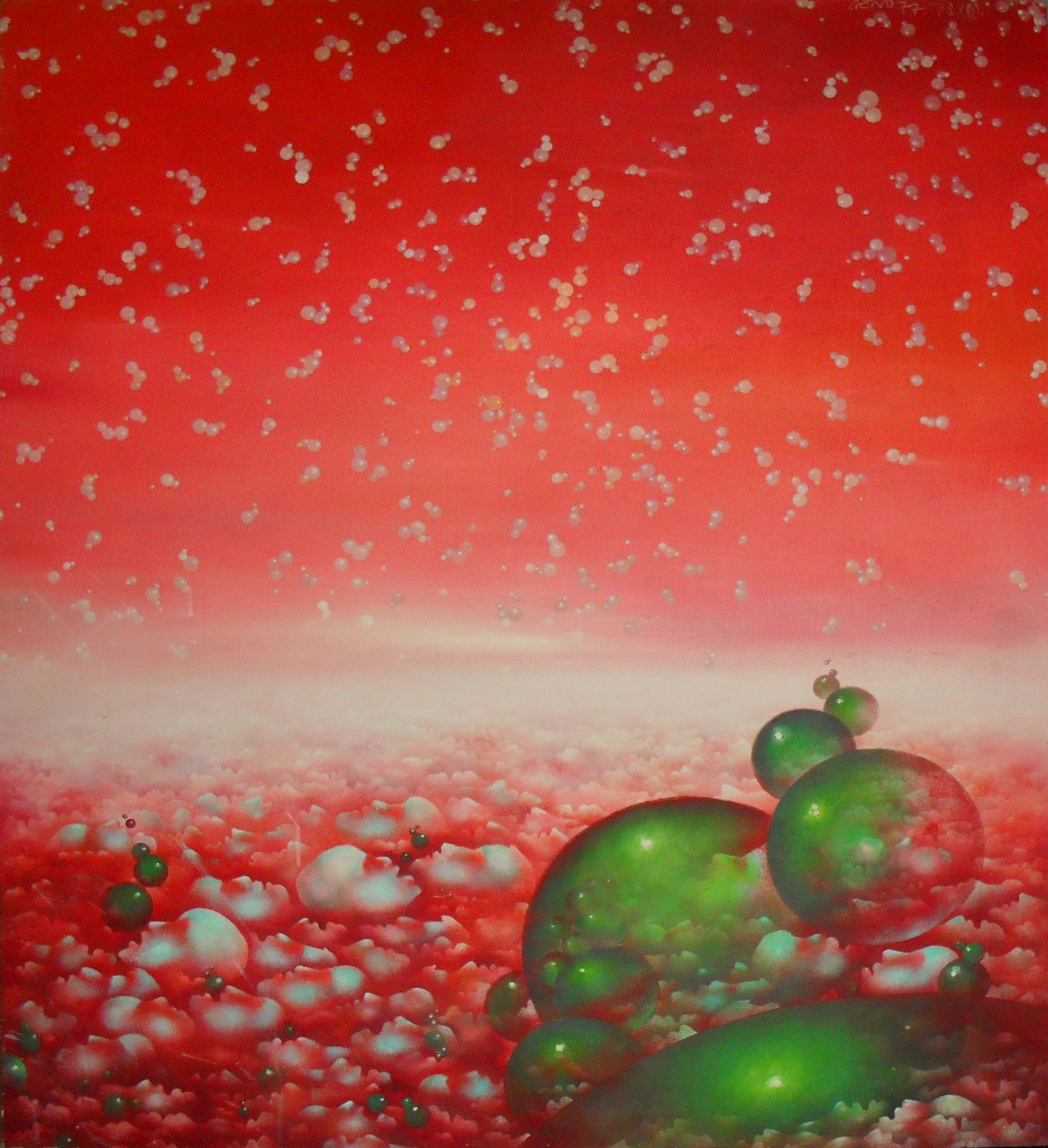
Els temps". Del cicle «El Gran Món», 1971

Al període 1991-2012 va treballar com a professor a la Universitat de Vàrmia i Masúria a Olsztyn. El 2013 va tornar a Varsòvia, on, a la seva galeria al carrer Brzeska 6, mostra exposicions del seu art.
En la seva trajectòria professional, ha fet més de 100 exposicions individuals i ha participat en més de 300 exposicions conjuntes a Polònia i a l'estranger. Ha estat l'organitzador principal de diverses exposicions conjuntes d'art modern. Les seves obres es troben en les col·leccions d'art modern dels museus més importants de Polònia i en col·leccions privades poloneses i estrangeres.

## Obra i estil
Al principi de la seva carrera, el seu estil es va caracteritzar per l'ús de la tècnica de grafit sobre llenç, mètode denominat tapping. Pintava fons fantasiosos i celestes sobre els quals replicava plantilles de perfils humans, esferes transparents i contorns de les mans. Posteriorment va afegir altres formes irregulars. Amb les seves composicions s'acostava a l'abstracció lírica. Els títols de les seves obres eren comentaris metafòrics de la realitat, de vegades també lligats a la situació política (cicles: «Wielki Świat» (El Gran Món), «Krzyk» (Crit), «Exodus» (Èxode)).

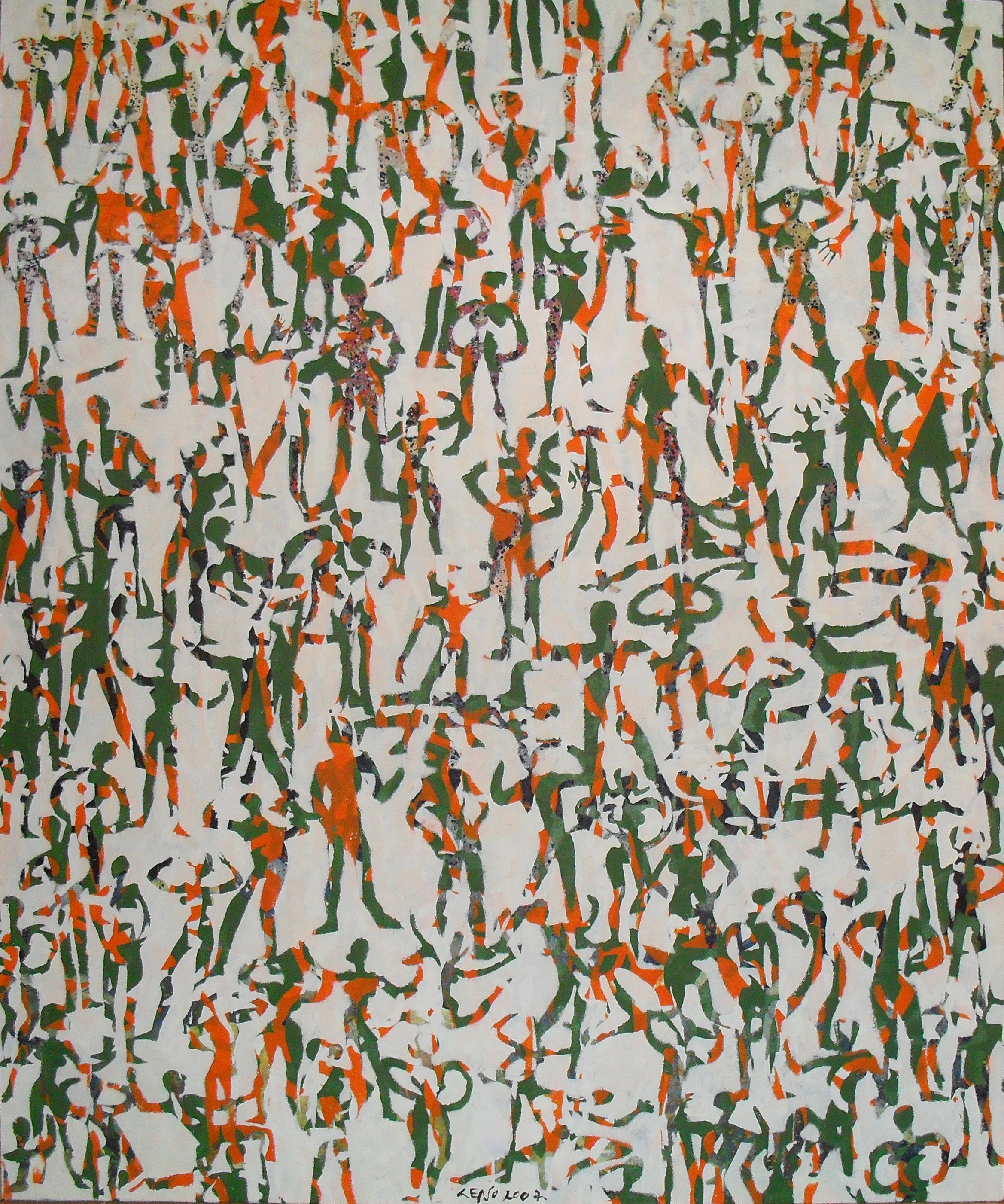
On sóc jo? Del cicle «Generacions», 2007

Als anys 80 va introduir en la seva obra elements figuratius i va començar a experimentar amb la divisió de l'espai de l'obra artística (cicle «Obszary» (Territoris)). A més, va recórrer al collage executat sobre tela i combinat amb el grafit (cicle «Współcześni» (Contemporanis)).
Als anys 90 va abandonar les tècniques de tapping substituint-les per l'anomenada pintura ràpida. Utilitzant les bases de l'expressionisme abstracte i del speed painting, reproduïa persones i situacions pintant de manera espontània, automàtica i gairebé subconscient.
A principis del segle xxi, va recuperar l'ús del grafit sobre fons monocromàtics, multiplicant i interposant plantilles multicolors del contorn de la silueta humana (cicle «Pokolenia» (Generacions)).
Entre 1990 i 2014 va realitzar diversos happenings amb l'objectiu principal de popularitzar l'art modern entre el públic no especialitzat. Pintava a contrarellotge o convidava a pintar als espectadors. El 2005 va batre el Rècords del Món Guinness de la pintura contrarellotge - 100 quadres (de 80 per 100 cm) en 24 hores. El 2010, a Olsztyn, va exposar una sèrie de 44 nus femenins pintats en diverses sessions curtes barrejant pintura ràpida i realista. L'últim nu va ser pintat per l'artista en exposició pública durant el dia de la inauguració.
Aquestes accions, organitzades i patrocinades per diversos organismes oficials (galeries, empreses, ajuntaments, etc.), es desenvolupaven en centres comercials o fins i tot al carrer. Després les obres resultants es presentaven en exposicions formals en galeries.